# Dia da Vitória (Croácia)
Dia de Ação de Graças da Vitória e da Pátria e o Dia dos Defensores (em croata:  Dan pobjede i domovinske zahvalnosti i Dan hrvatskih branitelja) é um feriado na Croácia que é comemorado anualmente em 5 de agosto, comemorando a vitória na Guerra da Independência Croata. Naquela data, em 1995, o exército croata tomou a cidade de Knin durante a Operação Tempestade, que pôs fim à República da Sérvia Krajina.
A celebração principal é centrada em Knin, onde há festividades comemorativas do evento, começando com uma missa e colocação de coroas de flores em homenagem àqueles que morreram na guerra, e continuando com desfiles e shows. Participam do evento milhares de pessoas, incluindo os principais políticos do país. A bandeira da Croácia na fortaleza de Knin é cerimonialmente erguida como parte das comemorações.
Em 2008, o Parlamento croata também atribuiu o nome "Dia dos Defensores" (em croata:  Dan hrvatskih branitelja) para o feriado, que homenageia os atuais militares e veteranos das Forças Armadas da República da Croácia. Um desfile militar especial das Forças Armadas em homenagem ao Dia da Vitória foi realizado em 4 de agosto de 2015 em Zagreb, comemorando o vigésimo aniversário da Operação Tempestade.